# 温宿国
温宿国，西域三十六国之一，都城温宿城（故址在今中華人民共和國新疆维吾尔自治区乌什县）。辖有今新疆乌什县、阿合奇县等县一带。
温宿国建都温宿城。最高首领为王，下设辅国侯、左右将、左右都尉、左右骑君、译长各二人，「戶二千二百，口八千四百，勝兵千五百人」。汉朝时温宿国土地、物类与鄯善诸国同，居民主要从事农业，兼营畜牧业，并多到邻近国家耕种土地。
初被匈奴置僮仆都尉所役属，汉武帝开通西域以后臣属汉朝，汉宣帝神爵二年（前60年）归属西域都护府。其地东距长安城八千三百五十里，东至西域都护府（治乌垒城，今新疆轮台县东）二千三百八十里。地处塔里木盆地之北，当早期丝绸之路中段北道，为汉通西域北道必经之地。从温宿国向北有小道，过天山可到乌孙国的王都赤谷城（今吉尔吉斯斯坦伊塞克湖州伊什提克）。
王莽时，姑墨（今新疆阿克苏市）国王丞杀其王而吞并温宿国。东汉延光三年（124年）属西域长史。东晋时依附狯胡，派遣兵马与之共抗吕光以救龟兹（今新疆库车县）。三国至南北朝时附属龟兹。北魏时其地尽归龟兹。唐太宗贞观年间，阿史那社尔平龟兹，以其地置温肃州，又名于祝，隶属于龟兹都督府。元朝作倭赤，或乌赤。清朝为乌什直隶厅治。清德宗光绪十九年（1893年）在原来姑墨国故地筑温宿城，即今新疆温宿县。